# ديفيد لي (أستاذ جامعي بريطاني)
ديفيد لي (بالإنجليزية: David Leigh)‏ هو كيميائي بريطاني، ولد في 31 مايو 1963 في برمنغهام في المملكة المتحدة.

## وصلات خارجية
- الموقع الرسمي